# Видири, Джоэли
Джоэли Видири (англ. Joeli Vidiri; 23 ноября 1973, Наусори — 25 февраля 2022, Сакраменто, Калифорния) — новозеландский и фиджийский регбист, выступавший на позиции винга, чемпион Игр Содружества 1998 года в составе сборной Новой Зеландии. Известен по выступлению за серию команд вместе с легендарным новозеландцем Джона Лому.

## Биография

### Игровая карьера
Видири окончил школу имени королевы Виктории; выступал за различные любительские клубы Фиджи и Новой Зеландии. В команду «Каунтиз Манукау» (сборная Южного Окленда) он пришёл из команды Пукекохе в 1994 году, в том же году 8 мая дебютировал матчем за сборную Фиджи против Японии. В составе «Каунтиз Манукау» Видири провёл несколько матчей вместе с именитым новозеландским вингом Джона Лому, а в сезоне 1996/97 состоялся дебют Видири в новом турнире под названием Супер 12 в команде «Блюз», где также играл Лому. На протяжении трёх сезонов подряд Видири отличался ровно 10 попытками за сезон в составе «Блюз» и «Каунтиз Манукау»; дуэт Видири — Лому стал одним из самых ярких в сезоне 1996/1997. Как любимец клуба «Блюз» он даже удостоился песни «Give me hope Joeli» (на манер «Gimme Hope Jo’anna»).
8 апреля 1995 года Видири сыграл последнюю для себя игру за Фиджи против Канады. На чемпионат мира в ЮАР он не попал ни от какой сборной, а в 1998 году дебютировал в регбийке «Олл Блэкс». В его активе два матча: 27 июня 1998 года против Англии в Окленде (победа 40:10) и 11 июля против Австралии (поражение 16:24). В игре против англичан Видири занёс попытку. В 1998 году в составе сборной Новой Зеландии по регби-7 он выиграл Игры Содружества благодаря тому, что правила натурализации регбистов подверглись изменениям, хотя на самом турнире не провёл ни минуты. Также в 1996 году Видири сыграл один неофициальный матч за клуб «Барбарианс» в Англии и занёс попытку (победа 34:19).
Из-за того, что в конце 1990-х годов сборная Новой Зеландии переживала не самые лучшие времена, на чемпионатах мира Видири не сыграл ни разу. В 1999 году он сыграл ещё пять матчей за вторую сборную Новой Зеландии, в одном из них «Джуниор Олл Блэкс» (название второй сборной) играли против основного состава «Олл Блэкс», и Видири даже занёс попытку. В 2001 году он завершил игровую карьеру из-за проблем со здоровьем, сыграв в том году 5 матчей за «Блюз» и 2 матча за «Окленд».

### Рекорды
Всего в своём активе с 1996 по 2001 год в Супер 12 Видири за 61 матч занёс 43 попытки, что стало рекордом турнира на тот момент для одного игрока. В 2000 году в поединке против «Буллз» он занёс сразу 4 попытки: с тех пор этот рекорд повторялся, но не был побит. В составе сборной команды «Каунтиз Маникау» в чемпионате провинций Новой Зеландии он провёл 71 матч, в которых он занёс 56 попыток. Так, он отличился в полуфинале Первого дивизиона 1997 года против команды Хэмилтона, обладательницы трофея турнира — Щита Рэнфёрли. В 1998 году Видири занёс 4 попытки в игре против сборной Кентербери и вытащил свою команду в финал против сборной Окленда. В одном из матчей против команды Уаикато при счёте 15:37 не в пользу «Каунтиз Маникау» Видири занёс 3 попытки, и именно его последняя попытка на последней минуте помогла переломить ход матча и выиграть со счётом 43:40.

### Стиль игры
Благодаря своему росту 190 см и массе 100 кг Видири считался достаточно крепким и мощным регбистом, обладая не только скоростью, но и мощью, необходимой для борьбы против других игроков. Это помогало Видири набирать очки.

### Вне игровой карьеры
В 2001 году из-за серьёзного заболевания почек, которое было обнаружено и у Лому, Видири преждевременно завершил карьеру и был отправлен на лечение. 8 апреля 2013 года в эфире программы Campbell Live он рассказал, что ему потребовалась срочно пересадка почки, несмотря на возражения его матери против каких-либо хирургических вмешательств, и эта операция успешно прошла в 2008 году.
Проживал в Пукекохе, занимаясь развитием регби в городе и помогая сборной Манукау по регби-7. Его дочь играет в нетбол, а сын также занимается регби. Видири приходится родственником ещё одному регбисту, известному игроку «Блюз» Джо Рокококо.
Умер 25 февраля 2022 года.